# Craterocephalus dalhousiensis
Craterocephalus dalhousiensis är en fiskart som beskrevs av Walter Ivantsoff och Glover, 1974. Craterocephalus dalhousiensis ingår i släktet Craterocephalus och familjen silversidefiskar. IUCN kategoriserar arten globalt som sårbar. Inga underarter finns listade i Catalogue of Life.